# Valentín Alsina

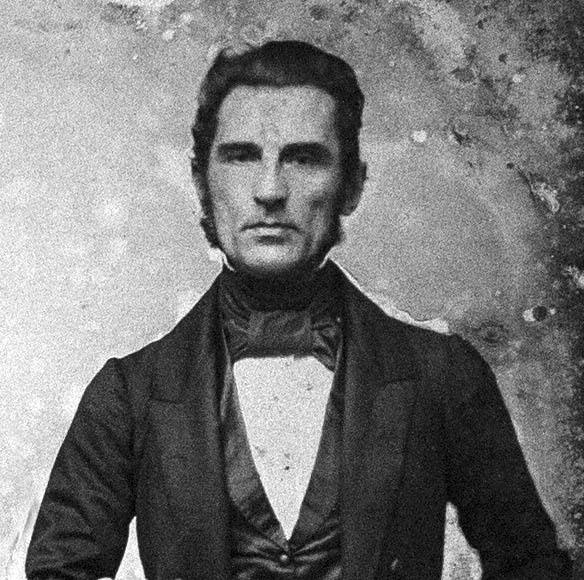
Portrait of Alsina, 1854

Valentín Alsina Ruano (* 16. Dezember 1802 in Buenos Aires; † 6. September 1869 ebenda) war ein argentinischer Jurist und Politiker. Er war 1852 sowie von 1858 bis 1859 Gouverneur des unabhängigen Staates Buenos Aires.

## Leben
Der 1802 geborene Valentín Alsina Ruano war der Sohn des Katalanen Juan de Alsina Gaza und der Andalusierin Maria Pastora Ruano y Gallen; er hatte eine Schwester und einen Bruder.
Alsina studierte an der Universität Córdoba unter Gregorio Funes, dem Rektor und seinem Mentor, Rechtswissenschaften. Er arbeitete als Rechtsanwalt und wurde später auch Professor für Rechtswissenschaften an der Universität Buenos Aires.
Unter der Regierung des ersten Präsidenten der Vereinigten Provinzen des Río de la Plata, Bernardino Rivadavia (1826–1827), trat Alsina als Untersekretär des Außenministeriums erstmals politisch in Erscheinung. Als dieser jedoch aufgrund der Ablehnung durch die meisten Provinzen zurücktreten musste, Interimspräsident Vicente López y Planes die Verfassung von 1826 auflöste und damit die Autonomie der Provinzen wiederherstellte, wurde Alsina stattdessen Präsident der Justizkammer. Eine von Buenos Aires aus gesteuerte Zentralregierung sollte es im späteren Argentinien formal erst wieder 25 Jahre später geben. In der Folge nahm der Gouverneur von Buenos Aires erneut die wichtigste Stellung ein und vertrat die anderen Provinzen außenpolitisch.
Ab 1828 war Alsina Mitglied der provisorischen Regierung von Juan Lavalle und wurde nicht nur zum Direktor der Bibliothek von Buenos Aires, der späteren Nationalbibliothek, ernannt, sondern auch zum Stellvertreter des Gesetzgebers von Buenos Aires gewählt. Unter der Diktatur von Juan Manuel de Rosas wurde Alsina inhaftiert. Es gelang ihm, in die uruguayische Hauptstadt Montevideo zu fliehen, wo er sich nach dem Angriff der Truppen des de-Rosas-Anhängers General Manuel Oribe im Jahr 1843 an der Verteidigung beteiligte. Nach der Niederlage des Diktators de Rosas in der Schlacht von Monte Caseros am 3. Februar 1852 kehrte Alsina nach Buenos Aires zurück und wurde zum Regierungsminister der Provinz ernannt. Der Konflikt zwischen Buenos Aires und der Argentinischen Eidgenossenschaft, die von Justo José de Urquiza angeführt wurde, brachte Alsina bald wieder kurzzeitig ins Gefängnis. Hierauf wurde er verbannt. In der Folge trieb er im September 1852 eine separatistische Revolution in Buenos Aires voran und wurde nach dem Sieg am 30. Oktober zum Gouverneur von Buenos Aires ernannt. Bald musste er sein Amt wegen des Aufstands der Militärobersten Hilario Lakes und Cayetano Laprida niederlegen. Später kehrte er als Senator und kurz darauf als Außenminister in die Politik zurück. Nach der Schlacht von Pavón im Jahr 1861 wurde Valentín Alsina in den Kongress gewählt, der sich in Buenos Aires zusammenfand. Anschließend wirkte er maßgeblich an der Organisation des Staates mit und trug zur Ausarbeitung des Strafgesetzbuches bei, das in Argentinien bis weit ins 20. Jahrhundert hinein Gültigkeit hatte.
Am 6. September 1869 starb Valentín Alsina und fand seine Ruhestätte auf dem Friedhof des im Norden gelegenen Stadtteils von Buenos Aires, Recoleta.
In seiner Funktion als Präsident der Justizkammer wurde Alsina mit der Aufgabe betraut, den Código Rural zu verfassen, in dem die Rechte der Landbevölkerung geregelt wurden. Außerdem schrieb er Abhandlungen unter anderem über den argentinischen Anspruch auf die Falkland-Inseln (El derecho de la República Argentina a las Islas Malvinas, Montevideo 1849) und über freie Schifffahrt im Río de la Plata.